# Always Ascending (singolo)
Always Ascending è un singolo del gruppo rock scozzese Franz Ferdinand, pubblicato il 25 ottobre 2017 ed estratto dal loro quinto album in studio, l'omonimo Always Ascending. Il 4 dicembre 2017, sul canale Youtube della band, viene diffuso il video ufficiale.

## Tracce
- Download digitale

1. Always Ascending – 5:21